# Вибіркове руйнування корисних копалин
Вибіркове руйнування корисних копалин — вибіркове дроблення, подрібнення, декрипітація — спеціальні методи збагачення, основані на ефекті селективно направленої зміни розмірів грудок компонентів корисної копалини.
При дробленні ряду багатокомпонентних гірських порід відбувається не тільки розкриття чи відкриття цінного мінералу (шляхом роз'єднання зерен компонентів гірської породи), але й одночасно отримуємо різні розміри частинок різного складу. При цьому, зокрема, розміри частинок корисного компонента у дробленому продукті часто є суттєво відмінними від розмірів зерен пустої породи. Таким чином, розмір частинок стає непрямою ознакою їхнього речовинного складу.
Загальною особливістю даної групи збагачувальних процесів є необхідність проведення двох послідовних збагачувальних операцій: вибіркової зміни розмірів частинок компонентів і виділення заданих класів крупності, яка забезпечує концентрацію цінного компонента в деякому класі. Процес вибіркового дроблення здійснюється за допомогою традиційних операцій (дроблення і подрібнення) при доцільному виборі режимів або включенням у процес спеціальних операцій. Операцію виділення заданого класу крупності здійснюють з використанням як традиційних процесів грохочення і класифікації, так і тонкого грохочення. У деяких випадках більш ефективними, ніж грохочення і класифікація, можуть бути чисто збагачувальні процеси, напр., флотація, магнітна сепарація.
Різні розміри частинок компонентів дробленої корисної копалини досягають при наявності різниці в їх твердості, міцності, пластичності та ін.
Вибіркове дроблення і подрібнення застосовується для розділення компонентів, що мають різну міцність (наприклад, вугілля, азбест, залізняк).